# Høylandet
Høylandet – norweskie miasto i gmina leżąca w regionie Trøndelag.
Høylandet jest 144. norweską gminą pod względem powierzchni.

## Demografia
Według danych z roku 2005 gminę zamieszkuje 1247 osób. Gęstość zaludnienia wynosi 1,65 os./km². Pod względem zaludnienia Høylandet zajmuje 389. miejsce wśród norweskich gmin.
| ludność stan na 1 stycznia 2005 |         |           |       |
|                                 | kobiety | mężczyźni | razem |
| osób                            | 628     | 619       | 1247  |
| %                               | 50,36%  | 49,64%    | 100%  |

| wykształcenie stan na 1 października 2004 |        |         |        |        |
|                                           | podst. | średnie | wyższe | niezn. |
| osób                                      | 213    | 618     | 181    | 5      |
| %                                         | 20,94% | 60,77%  | 17,8%  | 0,49%  |

## Edukacja
Według danych z 1 października 2004:
- liczba szkół podstawowych (norw. grunnskolar): 2
- liczba uczniów szkół podst.: 141

## Władze gminy
Według danych na rok 2011 administratorem gminy (norw. rådmann) jest Reidar Viken, natomiast burmistrzem (norw. ordfører, d. borgermester) jest Lars Otto Okstad.